# Турдюк
Турдюк (кирг. Түрдүк) — село в Аксыйском районе Джалал-Абадской области Кыргызстана. Входит в состав Кара-Сууского айылного аймака.

## География
Село расположено в центральной части области, на берегах реки Туурдук (левый приток реки Кара-Суу), на расстоянии приблизительно 38 километров (по прямой) к северо-востоку от города Кербен, административного центра района. Абсолютная высота — 1223 метра над уровнем моря.

## Население
Согласно оценочным данным Национального статистического комитета Кыргызской Республики, численность населения села на начало 2023 года составляла 179 человек.
| год     | 2009 | 2014 | 2015 | 2020 | 2021 | 2023 |
| ------- | ---- | ---- | ---- | ---- | ---- | ---- |
| человек | 87   | 161  | 183  | 207  | 215  | 179  |